# Ernest Borgnine
Ernest Borgnine (IPA: [ˈbɔːrɡnaɪn]; nato Ermes Effron Borgnino; Hamden, 24 gennaio 1917 – Los Angeles, 8 luglio 2012) è stato un attore e doppiatore statunitense di origine italiana, vincitore dell'Oscar al miglior attore nel 1956 per la sua interpretazione in Marty, vita di un timido di Delbert Mann.

## Biografia
Borgnine nacque a Hamden, nel Connecticut, il 24 gennaio 1917, figlio di immigrati italiani. Il padre, Camillo Borgnino (1891-1975), era nato a Prera, frazione di Ottiglio (in provincia di Alessandria), mentre la madre, Anna Boselli (1894-1949, morta di tubercolosi), era di Carpi (in provincia di Modena). Ernest aveva una sorella minore, Evelyn Borgnine Velardi (1925-2013). Nel 1919, a seguito della separazione dei genitori, si trasferì con la madre in Italia, dove rimase per quattro anni e mezzo. Nel 1923, il padre, che nel frattempo aveva legalmente cambiato nome in Charles Borgnine, si riconciliò con la moglie e Borgnine ritornò con tutta la famiglia negli Stati Uniti, stabilendosi a New Haven (nel Connecticut), dove frequentò le scuole e conseguì il diploma presso la locale James Hillhouse High School.
Dopo aver prestato servizio in Marina dal 1935 fino alla fine della seconda guerra mondiale, Borgnine decise di tentare la carriera di attore, su suggerimento della madre, preoccupata per il carattere esuberante del figlio. Dopo aver seguito i corsi alla Randall School of Drama di Hartford (nel Connecticut), si unì successivamente a Robert Porterfield e al suo Barter Theatre di Abingdon (in Virginia), dove svolse tutti i lavori possibili e necessari per mettere in scena un allestimento teatrale.

### Carriera

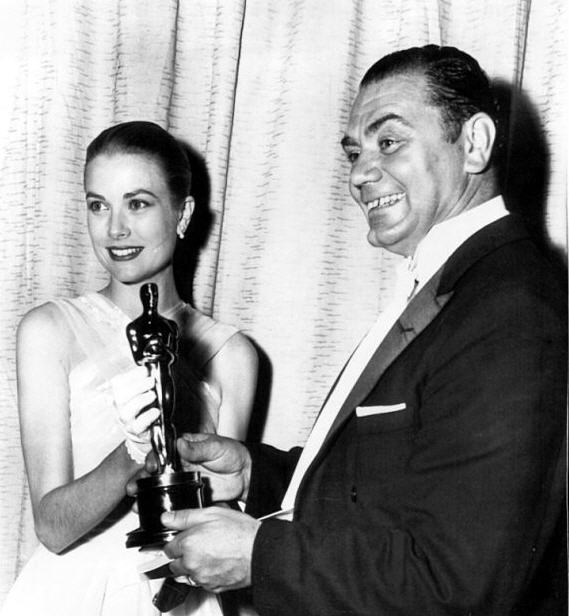
Ernest Borgnine riceve il premio Oscar da Grace Kelly nel 1956

Il suo debutto come attore risale al 1949, quando recitò a Broadway nella commedia Harvey. Nel 1951 si trasferì a Los Angeles per cercare di sfondare nel mondo del cinema. Il suo primo ruolo importante fu quello dell'aggressivo sergente Judson in Da qui all'eternità (1953) di Fred Zinnemann. Nel 1956 vinse a sorpresa il premio Oscar al miglior attore protagonista per Marty, vita di un timido, di Delbert Mann, battendo la concorrenza di Frank Sinatra, Spencer Tracy, James Dean e James Cagney. Per questa interpretazione riceverà anche un BAFTA quale miglior attore internazionale. Da allora la carriera di Borgnine è stata segnata dalla partecipazione a un numero notevole di film, tra cui alcuni capolavori: memorabili le sue eccellenti caratterizzazioni in Quella sporca dozzina (1967), L'imperatore del Nord (1973), entrambi di Robert Aldrich, e Il mucchio selvaggio (1969) di Sam Peckinpah. Ebbe anche delle memorabili esperienze nel cinema italiano, recitando in film come Il re di Poggioreale (1961), di Duilio Coletti, Il giudizio universale (1961), di Vittorio De Sica, I briganti italiani (1961), di Mario Camerini, Un uomo dalla pelle dura (1972), di Franco Prosperi, Poliziotto superpiù (1980), di Sergio Corbucci, Cane arrabbiato (1984), di Fabrizio De Angelis, e Qualcuno pagherà (1988), di Sergio Martino.
Nel 2002, il comune di Carpi lo festeggiò con mostre, proiezioni di film, incontri e la consegna del premio "Carpi per la cultura". Per celebrarlo, la città emiliana realizzò anche una mostra che ne ripercorreva la carriera cinematografica, con manifesti e locandine dei principali film da lui interpretati e materiale concesso dalla famiglia di origine della madre. Nel 2006, Borgnine fu invitato dall'Unione Piemontesi del Mondo del Comune di Ottiglio, a partecipare come ospite al Torino Film Festival.
Ricoverato al Cedars-Sinai Medical Center, morì l'8 luglio 2012, all'età di 95 anni, per un'insufficienza renale. Fu cremato e le sue ceneri vengono conservate dalla sua famiglia.

### Oscar e record
Dal 1º luglio 2009, dopo la morte di Karl Malden (classe 1912), detentore del record e premiato nel 1952, Borgnine è stato l'interprete maschile Premio Oscar più anziano ancora vivente fino all'8 luglio 2012, data della sua morte. Gli è succeduto Kirk Douglas (classe 1916), premiato nel 1996 con l'Oscar onorario e morto nel 2020.

## Vita privata
Fu sposato cinque volte. La sua prima moglie fu Rhoda Kemins (1949-1958), dalla quale ebbe una figlia, Nancee (nata nel 1952). Dopo un secondo matrimonio con l'attrice Katy Jurado (dal 1959 al 1963), Borgnine si sposò per la terza volta nel 1964 con l'attrice e cantante Ethel Merman, ma il matrimonio durò appena 32 giorni. Dal quarto matrimonio con Donna Rancourt (1965-1972), l'attore ebbe un figlio, Cristopher (nato nel 1969) e due figlie, Sharon (1965) e Diana (1970). Si sposò per la quinta volta nel 1973 con Tova Traesnaes, che gli fu accanto fino alla morte.

## Filmografia

### Cinema

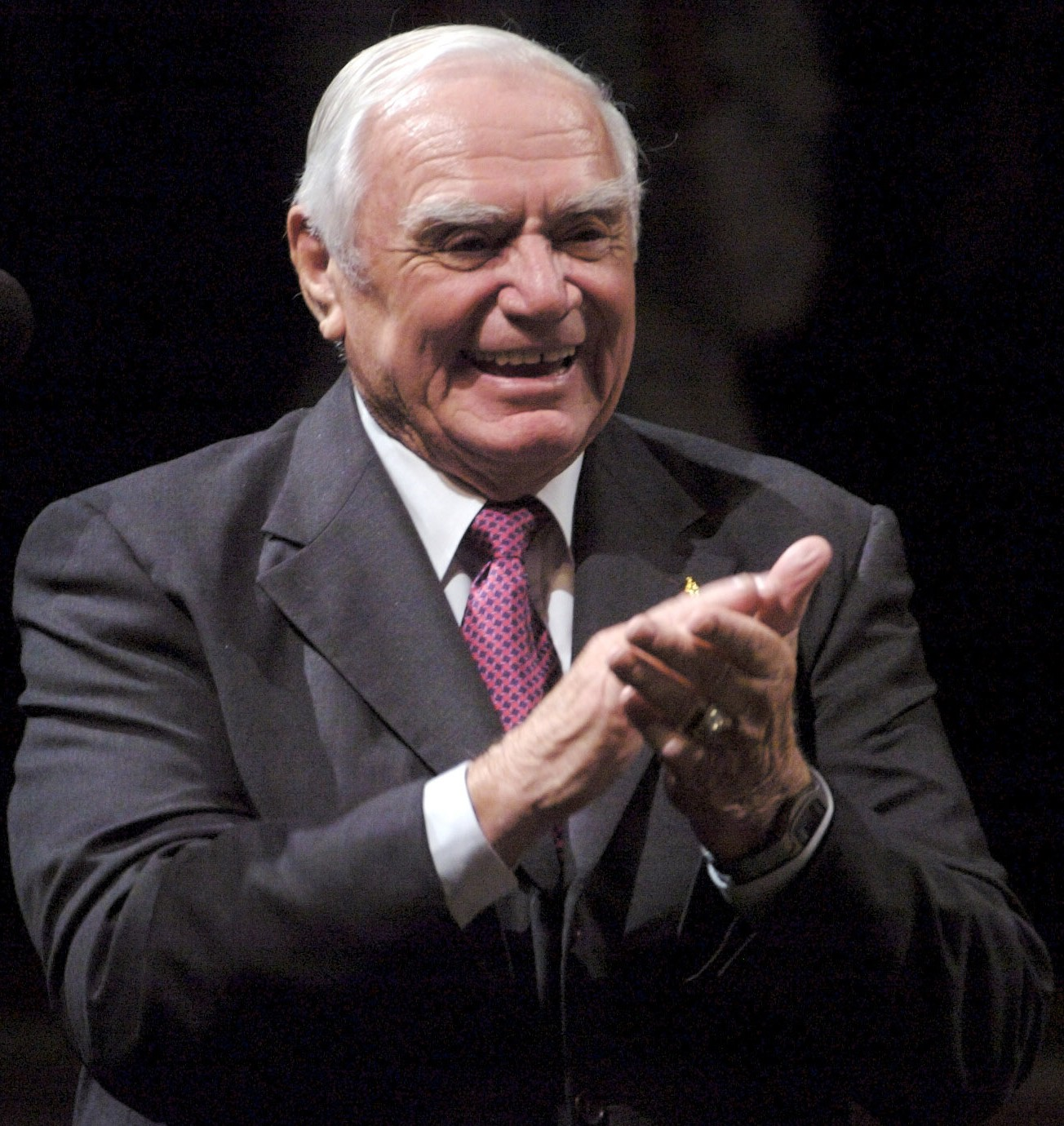
Ernest Borgnine nel 2006

- China Corsair, regia di Ray Nazarro (1951)
- Il fischio a Eaton Falls (The Whistle at Eaton Falls), regia di Robert Siodmak (1951)
- Luci sull'asfalto (The Mob), regia di Robert Parrish (1951)
- Lo straniero ha sempre una pistola (The Stranger Wore a Gun), regia di André De Toth (1953)
- Da qui all'eternità (From Here to Eternity), regia di Fred Zinnemann (1953)
- Johnny Guitar, regia di Nicholas Ray (1954)
- Demetrio e i gladiatori (Demetrius and the Gladiators), regia di Delmer Daves (1954)
- Cacciatori di frontiera (The Bounty Hunter), regia di André De Toth (1954)
- Vera Cruz, regia di Robert Aldrich (1954)
- Giorno maledetto (Bad Day at Black Rock), regia di John Sturges (1955)
- Sabato tragico (Violent Saturday), regia di Richard Fleischer (1955)
- Marty, vita di un timido (Marty), regia di Delbert Mann (1955)
- All'ombra del patibolo (Run for Cover), regia di Nicholas Ray (1955)
- Alamo (The Last Command), regia di Frank Lloyd (1955)
- La giungla del quadrato (The Square Jungle), regia di Jerry Hopper (1955)
- Vento di terre lontane (Jubal), regia di Delmer Daves (1956)
- Pranzo di nozze (The Catered Affair), regia di Richard Brooks (1956)
- La felicità non si compra (The Best Things in Life Are Free), regia di Michael Curtiz (1956)
- Io non sono una spia (Three Brave Men), regia di Philip Dunne (1956)
- I vichinghi (The Vikings), regia di Richard Fleischer (1958)
- Gli uomini della terra selvaggia (The Badlanders), regia di Delmer Daves (1958)
- Inferno sul fondo (Torpedo Run), regia di Joseph Pevney (1958)
- La trappola del coniglio (The Rabbit Trap), regia di Philip Leacock (1959)
- L'estate della diciassettesima bambola (Summer of the Seventeenth Doll), regia di Leslie Norman (1959)
- Spionaggio al vertice (Man on a String), regia di André De Toth (1960)
- Pagare o morire (Pay or Die), regia di Richard Wilson (1960)
- Va nuda per il mondo (Go Naked in the World), regia di Ranald MacDougall (1961)
- Il re di Poggioreale (The King of Poggioreale), regia di Duilio Coletti (1961)
- Il giudizio universale, regia di Vittorio De Sica (1961)
- I briganti italiani, regia di Mario Camerini (1961)
- Barabba (Barabbas), regia di Richard Fleischer (1961)
- Marinai, topless e guai (McHale's Navy), regia di Edward Montagne (1964)
- Il volo della fenice (The Flight of the Phoenix), regia di Robert Aldrich (1965)
- Tramonto di un idolo (The Oscar), regia di Russell Rouse (1966)
- Vivere da vigliacchi, morire da eroi (Chuka), regia di Gordon Douglas (1967)
- Quella sporca dozzina (The Dirty Dozen), regia di Robert Aldrich (1967)
- Quando muore una stella (The Legend of Lylah Clare), regia di Robert Aldrich (1968)
- I sei della grande rapina (The Split), regia di Gordon Flemyng (1968)
- Base artica Zebra (Ice Station Zebra), regia di John Sturges (1968)
- Il mucchio selvaggio (The Wild Bunch), regia di Sam Peckinpah (1969)
- Quei disperati che puzzano di sudore e di morte (Los Desesperados), regia di Julio Buchs (1969)
- L'ultimo avventuriero (The Adventurers), regia di Lewis Gilbert (1969)
- Supponiamo che dichiarino la guerra e nessuno ci vada (Suppose They Gave a War and Nobody Came?), regia di Hy Averback (1970)
- Willard e i topi (Willard), regia di Daniel Mann (1971)
- Provaci ancora mamma (Bunny O'Hare), regia di Gerd Oswald (1971)
- La texana e i fratelli Penitenza (Hannie Caulder), regia di Burt Kennedy (1971)
- Pioggia per un'estate arida (Rain for a Dusty Summer), regia di Arthur Lubin (1971)
- Un uomo dalla pelle dura, regia di Franco Prosperi (1972)
- La feccia (The Revengers), regia di Daniel Mann (1972)
- L'avventura del Poseidon (The Poseidon Adventure), regia di Ronald Neame (1972)
- L'imperatore del Nord (Emperor of the North Pole), regia di Robert Aldrich (1973)
- L'odissea del Neptune nell'impero sommerso (The Neptune Factor), regia di Daniel Petrie (1973)
- Legge e disordine (Law and Disorder), regia di Ivan Passer (1974)
- La giustizia privata di un cittadino onesto (Sunday in the Country), regia di John Trent (1974)
- Il maligno (The Devil's Rain), regia di Robert Fuest (1975)
- Un gioco estremamente pericoloso (Hustle), regia di Robert Aldrich (1975)
- Natale in casa d'appuntamento, regia di Armando Nannuzzi (1976)
- Shoot - Voglia di uccidere (Shoot), regia di Harvey Hart (1976)
- Io sono il più grande (The Greatest), regia di Tom Gries e Monte Hellman (1977)
- Il principe e il povero (Crossed Swords), regia di Richard Fleischer (1977)
- Convoy - Trincea d'asfalto (Convoy), regia di Sam Peckinpah (1978)
- Gli sciacalli dell'anno 2000 (Ravagers), regia di Richard Compton (1979)
- Doppio intrigo (The Double McGuffin), regia di Joe Camp (1979)
- The Black Hole - Il buco nero (The Black Hole), regia di Gary Nelson (1979)
- Ormai non c'è più scampo (When Time Ran Out...), regia di James Goldstone (1980)
- Poliziotto superpiù, regia di Sergio Corbucci (1980)
- Ad alto rischio (High Risk), regia di Stewart Raffill (1981)
- 1997: Fuga da New York (Escape from New York), regia di John Carpenter (1981)
- Benedizione mortale (Deadly Blessing), regia di Wes Craven (1981)
- I vendicatori della notte (Young Warriors), regia di Lawrence David Foldes (1983)
- Arcobaleno selvaggio (Geheimcode: Wildgänse), regia di Antonio Margheriti (1984)
- Cane arrabbiato, regia di Fabrizio De Angelis (1984)
- Skeleton Coast, regia di John Cardos (1988)
- Qualcuno pagherà, regia di Sergio Martino (1988)
- Mafia kid (Spike of Bensonhurst), regia di Paul Morrissey (1988)
- The Big Turnaround, regia di Joe Cranston (1988)
- Bersaglio sull'autostrada, regia di Marius Mattei (1988)
- Gummibärchen küßt man nicht, regia di Walter Bannert (1989)
- Laser Mission, regia di BJ Davis (1989)
- Any Man's Death, regia di Tom Clegg (1990)
- Cancellate Washington! (Tides of War), regia di Nello Rossati (1990)
- L'ultima partita, regia di Fabrizio De Angelis (1991)
- Outlaws: The Legend of O.B. Taggart, regia di Rupert Hitzig (1994)
- L'isola di Jeremy (Captiva Island), regia di John Biffar (1995)
- La bottega di Mago Merlino (Merlin's Shop of Mystical Wonders), regia di Kenneth J. Berton (1996)
- La mia flotta privata (McHale's Navy), regia di Bryan Spicer (1997)
- Gattaca - La porta dell'universo (Gattaca), regia di Andrew Niccol (1997)
- Baseketball, regia di David Zucker (1998)
- 12 Bucks, regia di Wayne Isham (1998)
- Mel - Una tartaruga per amico (Mel), regia di Joey Travolta (1998)
- Abilene, regia di Joe Camp III (1999)
- Il tesoro delle isole Spaccadenti (The Lost Treasure of Sawtooth Island), regia di Richard Brauer (1999)
- L'ultima grande corsa (The Last Great Ride), regia di Ralph E. Portillo (1999)
- Castle Rock, regia di Craig Clyde (2000)
- Hoover, regia di Rick Pamplin (2000)
- The Kiss of Debt, regia di Derek Diorio (2000)
- 11 settembre 2001 (11'09"01 - September 11) - episodio USA, regia di Sean Penn (2002)
- Whiplash, regia di Douglas S. Younglove (2002)
- The Long Ride Home, regia di Robert Marcarelli (2003)
- Barn Red, regia di Richard Brauer (2004)
- Blueberry, regia di Jan Kounen (2004)
- La cura del gorilla, regia di Carlo A. Sigon (2006)
- Oliviero Rising, regia di Riki Roseo (2007)
- Strange Wilderness, regia di Fred Wolf (2008)
- Chinaman's Chance, regia di Aki Aleong (2008)
- Frozen Stupid, regia di Richard Brauer (2008)
- The Genesis Code, regia di C. Thomas Howell e Patrick Read Johnson (2010)
- Red, regia di Robert Schwentke (2010)
- L'alba di un vecchio giorno (Another Harvest Moon), regia di Greg Swartz (2010)
- Night Club, regia di Sam Borowski (2011)
- Snatched, regia di Joe Cacaci (2011)
- The Man Who Shook the Hand of Vicente Fernandez, regia di Elia Petridis (2012)

### Televisione
- Navy Log – serie TV, episodio 3x05 (1957)
- General Electric Theater – serie TV, episodi 9x20-10x27 (1961-1962)
- Un equipaggio tutto matto (McHale's Navy) – serie TV, 138 episodi (1962-1966)
- I giorni di Bryan (Run for Your Life) – serie TV, episodio 2x14 (1966)
- Who Killed the Mysterious Mr. Foster?, regia di Fielder Cook – film TV (1971)
- La casa nella prateria (Little House on the Prairie) – serie TV, episodi 1x13-1x14 (1974)
- Gesù di Nazareth, regia di Franco Zeffirelli – miniserie TV (1977)
- Niente di nuovo sul fronte occidentale (All Quiet on the Western Front), regia di Delbert Mann – film TV (1979)
- Airwolf – serie TV (1984-1986)
- Magnum, P.I. – serie TV, 1 episodio (1984)
- Autostop per il cielo (Highway to Heaven) – serie TV, episodio 3x04 (1986)
- La signora in giallo (Murder, She Wrote) – serie TV, episodio 3x16 (1987)
- L'isola del tesoro – sceneggiato TV (1987)
- La montagna dei diamanti (Mountain of Diamonds) – miniserie TV (1991)
- JAG - Avvocati in divisa – serie TV, 1 episodio (1998)
- Walker Texas Ranger – serie TV, episodio 9x04 (1999)
- Ultime dal cielo (Early Edition) – serie TV, episodio 3x13 (1999)
- Un nonno per Natale (Grandpa for Christmas), regia di Harvey Frost – film TV (2007)
- Giustizia a Oak Hill (Aces 'N' Eights), regia di Craig R. Baxley – film TV (2008)
- E.R. - Medici in prima linea (ER) – serie TV, 2 episodi (2009)

### Doppiaggio
- I Simpson (1 episodio, 1993)
- Le nuove avventure di Charlie (All Dogs Go to Heaven 2), regia di Larry Leker e Paul Sabella (1996)
- Mignolo e Prof. – serie TV, 1 episodio (1996)
- Anche i cani vanno in paradiso – serie TV
- Small Soldiers, regia di Joe Dante (1998)
- Anche i cani vanno in paradiso - Un racconto di Natale (An All Dogs Christmas Carol), regia di Gary Selvaggio e Paul Sabella (1998)
- The Prologue to Houdini Magic's Expert at the Card Table, regia di Christie Wessling – cortometraggio (2008)
- Enemy Mind, regia di Brennan Reed (2010)
- The Lion of Judah, regia di Derych Broom (2011)
- SpongeBob – serie TV, 15 episodi (1999-2012)

## Riconoscimenti
- Premio Oscar
  - 1956 – Miglior attore per Marty, vita di un timido

## Doppiatori italiani
Nelle versioni in italiano delle opere in cui ha recitato, Ernest Borgnine è stato doppiato da:
- Carlo Romano in Johnny Guitar, Vera Cruz, Marty, vita di un timido, All'ombra del patibolo, Alamo, Pranzo di nozze, Io non sono una spia, Gli uomini della terra selvaggia, Inferno sul fondo, Il re di Poggioreale, Willard e i topi
- Sergio Fiorentini in Provaci ancora mamma, L'odissea del Neptune nell'impero sommerso, La giustizia privata di un cittadino onesto, Un gioco estremamente pericoloso, Gesù di Nazareth, Niente di nuovo sul fronte occidentale, Cane arrabbiato, Blueberry
- Giorgio Capecchi in Luci sull'asfalto, La giungla del quadrato, Vento di terre lontane, La felicità non si compra, I vichinghi
- Mario Bardella ne L'ultimo avventuriero, L'avventura del Poseidon, The Black Hole - Il buco nero, Qualcuno pagherà, Airwolf
- Dante Biagioni ne La mia flotta privata, Il sentiero di Hope Rose, Un nonno per Natale, Quando l'amore sboccia a Natale
- Mario Besesti in Da qui all'eternità, Cacciatori di frontiera, Sabato tragico
- Luigi Pavese in Va nuda per il mondo, Quella sporca dozzina, Quando muore una stella
- Corrado Gaipa in Io sono il più grande, Convoy - Trincea d'asfalto, Ormai non c'è più scampo
- Giuseppe Rinaldi in Barabba, Un uomo dalla pelle dura
- Vittorio Sanipoli ne I sei della grande rapina, Base artica Zebra
- Bruno Alessandro in 1997: Fuga da New York, Red
- Renato Mori in Benedizione mortale, Cancellate Washington!
- Gino Pagnani in Laser Mission, L'isola di Jeremy, Mel - Una tartaruga per amico
- Sergio Graziani in Gattaca - La porta dell'universo, Baseketball
- Cesare Fantoni ne Lo straniero ha sempre una pistola
- Cesare Polacco ne I gladiatori
- Nino Bonanni in Giorno maledetto
- Gualtiero De Angelis ne La trappola del coniglio
- Nando Gazzolo in Pagare o morire
- Achille Millo ne Il giudizio universale
- Renato Turi ne I briganti italiani
- Ferruccio Amendola in Vivere da vigliacchi, morire da eroi
- Giancarlo Maestri ne Il mucchio selvaggio
- Sergio Tedesco ne La feccia
- Roberto Villa ne L'imperatore del Nord
- Luciano De Ambrosis ne Il principe e il povero
- Alessandro Sperlì in Poliziotto superpiù
- Mimmo Craig in Magnum P.I.
- Giampiero Albertini in Arcobaleno selvaggio
- Dario De Grassi ne La signora in giallo
- Carlo Baccarini in Oceano
- Mario Erpichini ne Gli ultimi giorni di Pompei
- Gianni Musy in E.R. - Medici in prima linea
- Vittorio Di Prima in 11 settembre 2001
- Diego Reggente ne L'alba di un vecchio giorno
- Antonio Palumbo ne La signora in giallo (ridoppiaggio parziale 2020)

Da doppiatore è stato sostituito da:
- Alessandro Rossi ne Le nuove avventure di Charlie, Anche i cani vanno in paradiso, Anche i cani vanno in paradiso - Un racconto di Natale
- Sergio Fiorentini ne I Simpson
- Massimo Lodolo in Small Soldiers
- Antonio Paiola in SpongeBob